# Michał Rzuchowski
Michał Rzuchowski (ur. 27 grudnia 1993 w Szczecinie) – polski piłkarz grający na pozycji pomocnika  w Arce Gdynia.